# Baragon
Baragon (バラゴン?)  es un monstruo ficticio o kaiju, que apareció por primera vez en la película de Ishirō Honda de 1965 Frankenstein vs. Baragon, producida y distribuida por Toho. Representado como una criatura parecida a un dinosaurio con cuatro patas y cuernos con orejas grandes, Baragon aparecería junto a Godzilla y otros monstruos en películas de la franquicia Godzilla, también producida por Toho, incluyendo Kaijū Sōshingeki y Godzilla, Mothra, King Ghidorah: Daikaijū Sōkōgeki. 

## Visión general

### Serie Showa
En Frankenstein vs. Baragon, Baragon es un dinosaurio que se enterró bajo tierra para escapar de la extinción de los dinosaurios y otras criaturas prehistóricas cuando todos murieron. Se adaptó y sobrevivió. Pero cuando los sonidos de una fábrica cercana lo perturbaron y lo despertaron, salió del subsuelo y atacó la fábrica. Más tarde apareció en Shirane y destruyó el pueblo. Luego emergió en una granja, donde se comió al ganado. Durante estos ataques, no fue visto, por lo que se culpó al mutante humano Frankenstein. Pero una persona que sobrevivió a la destrucción de la fábrica afirmó que un segundo monstruo la había atacado. Cuando un pequeño grupo de científicos buscó a Frankenstein, un explosivo despertó a Baragon de su sueño. Surgió para atacar a los científicos, pero Frankenstein apareció para protegerlos. Los dos pelearon una batalla culminante, con Frankenstein finalmente derrotando a Baragon al estrangularlo y romperle el cuello. Al final, una fisura apareció debajo de los dos y los tragó a la Tierra. 
En Kaijū Sōshingeki, Baragon es visto como uno de varios monstruos en cautiverio en Monster Island. Junto con el resto de los monstruos de la Tierra, es puesto bajo el control de una raza alienígena llamada Kilaaks durante su invasión de la Tierra y obligado a destruir ciudades en su causa. Más tarde se libera de este control mental y observa (pero en realidad no participa) la lucha contra los Kilaaks y su monstruo restante, King Ghidorah, antes de regresar a Monster Island con los otros monstruos de la Tierra. 

#### Uso del traje
De todos los monstruos de Tōhō, el traje de Baragon fue prestado y utilizado más por Tsuburaya Productions, la compañía lo hizo famoso por su uso en el programa de televisión Ultraman. Se reutilizó varias veces para crear los monstruos de la serie: Neronga, Gabora y Magular, así como Pagos de Ultra Q. Haruo Nakajima, el actor de traje de Godzilla y el actor de traje de Baragon en su debut inicial, también interpretó a estos monstruos (con la excepción de Magular). 
En Kaijū Sōshingeki, se suponía que Baragon atacaría a París para la película, pero el traje de Baragon no estaba disponible. Baragon fue reemplazado por Gorosaurus para esta escena, pero aún se le culpó por el ataque. Gorosaurus también recibió la habilidad especial de excavación de Baragon y su rugido característico, confundiendo aún más a los espectadores. Se suponía que Baragon también se usaría como guardia para la base de Kilaak, pero no se mostraba en la pantalla mientras se hacía esto, posiblemente por la misma razón anterior. La cabeza de Baragon se perdió o se dañó, ya que se construyó una nueva cabeza para la publicidad de Kaijū Sōshingeki, con un tono más blanco en las orejas y los ojos de lado. Esta cabeza fue recreada en la línea Kaijū Sōshingeki de XPlus. Más tarde, en 1971, el cráneo interno de fibra de vidrio de Baragon se utilizó como base para la forma voladora de Hedorah. 

### Serie Millennium
En la serie Millennium, Baragon reapareció en la película de 2001 Godzilla, Mothra, King Ghidorah: Daikaijū Sōkōgeki como uno de los tres antiguos monstruos guardianes. Los otros dos son Mothra y King Ghidorah (originalmente Varan y Anguirus). Cuando Godzilla es revivido por las almas de las personas que murieron en la Segunda Guerra Mundial, Baragon, Mothra y King Ghidorah son convocados para proteger a la nación de la amenaza. Baragon fue el primero de los tres guardianes en enfrentar a Godzilla y finalmente fue asesinado por el aliento atómico del monstruo. Baragon no tiene un rayo de calor o un cuerno incandescente, pero aún tiene habilidades extraordinarias de excavación y salto. 
En Godzilla: Final Wars, se vieron imágenes de archivo de Baragon de Frankenstein vs. Baragon durante la apertura afirmando que Baragon fue uno de los muchos monstruos que surgieron debido a la devastación que trajeron las Guerras Mundiales, junto con Varan, Gezora, Gaira, Titanosaurus, y Megaguirus. 

## Apariciones

### Películas
- Frankenstein vs. Baragon (1965)
- Kaijū Sōshingeki (1968)
- Godzilla, Mothra, King Ghidorah: Daikaijū Sōkōgeki (2001)
- Godzilla: Final Wars (2004, cameo de metraje)
- Pacific Rim: Uprising (2018; cráneo)

### Televisión
- Godzilla Island (1997-1998)

### Videojuegos
- Godzilla: Monster of Monsters (NES - 1988)
- Godzilla / Godzilla-Kun: Kaijuu Daikessen (Game Boy - 1990)
- Godzilla 2: War of the Monsters (NES - 1991)
- Godzilla Trading Battle (PlayStation - 1998)
- Godzilla: Save the Earth (Xbox, PS2 - 2004)
- Godzilla: Unleashed (Wii - 2007)
- Godzilla Unleashed: Double Smash (NDS - 2007)
- Godzilla: Unleashed (PS2 - 2007)
- Godzilla Defense Force (2019)

### Literatura
- Godzilla vs. the Robot Monsters (novela - 1998)
- Godzilla: On Going (cómic - 2012)
- Godzilla: Rulers of Earth (cómic - 2013-2015)